# Кампанила Джотто
Колокольня Джотто (итал. Campanile di Giotto) — кампанила кафедрального собора (Дуомо) во Флоренции.
Стоящая отдельно от собора Санта-Мария-дель-Фьоре и баптистерия Сан-Джованни, башня является одним из ярчайших примеров флорентийской готической архитектуры. Скульптурное убранство кампанилы — самое важное произведение Итальянского треченто, демонстрирующее изысканное смешение монументальности и готической трепетности.
Авторами кампанилы были три мастера: Джотто, сделавший общий проект и закончивший первый ярус, Андреа Пизано, в 1340-х годах поставивший следующий ярус с высокими окнами-бифоре, и, наконец, Франческо Таленти, достроивший кампанилу и облицовавший её тремя типами мрамора.

## История

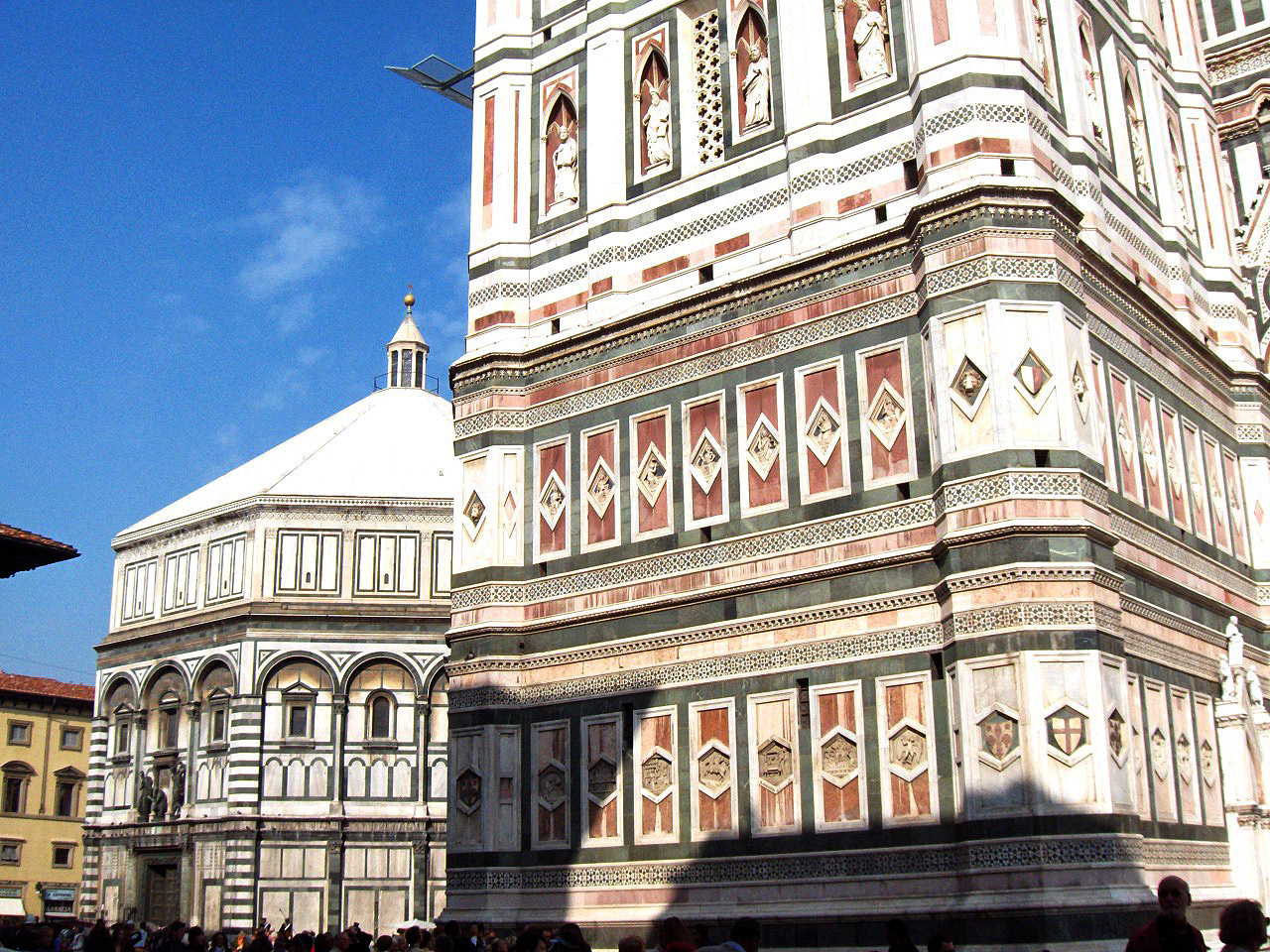
Нижние уровни башни, украшенные шестиугольными панелями, ромбами и скульптурами

Фундамент башни заложен ещё в 1298 году Арнольфо ди Камбио, главным архитектором близлежащего собора, строительство которого было начато на два года раньше. Однако через четыре года архитектор умер, и возведение башни было прервано более чем на 30 лет. В 1334 году дело, начатое ди Камбио, продолжил известный художник Джотто ди Бондоне; на тот момент ему было 67 лет. Он сосредоточил все свои силы и энергию на строительстве колокольни для собора. Первый камень заложен 19 июля 1334 года. Проект Джотто сочетался с полихромией собора, применённой Арнольфо ди Камбио, и придавал башне такой вид, будто она была «нарисована». В своем проекте архитектор также использовал технику кьяроскуро и некоторые формы перспективы вместо чертежа строго по линиям.
В 1337 году Джотто умер, успев построить лишь нижний ярус. С трёх сторон он украшен барельефами в шестиугольных панелях, по семь штук с каждой стороны. Во время расширения входа в 1348 году две панели были перемещены на пустую северную сторону, и лишь позже, в 1437 году, там появились пять панелей, выполненных Лукой делла Роббиа. Число «семь» имеет особое значение в библейском смысле: оно символизирует человеческую способность к самосовершенствованию. Установить точное авторство панелей довольно сложно: какие-то приписываются Джотто, а другие могли быть выполнены Андреа Пизано.

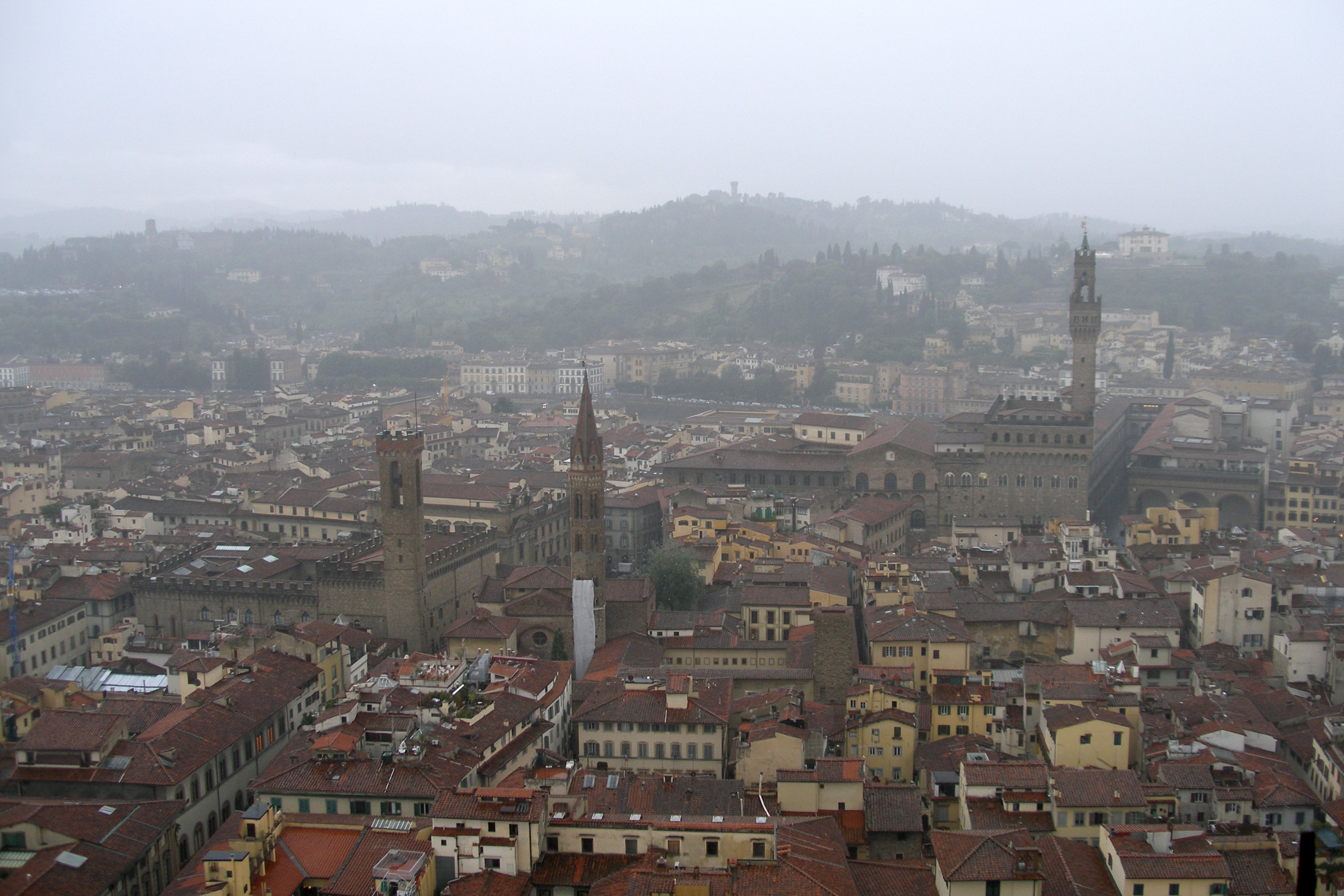
Вид с башни

В 1343 году строительство башни продолжил Андреа Пизано, создавший южные ворота флорентийского баптистерия. Возводя колокольню, он скрупулёзно следовал чертежам Джотто. Он построил следующие два яруса с четырьмя нишами с каждой их стороны, однако второй ряд ниш пустует. Строительные работы прекратились в 1348 году, когда во Флоренцию проникла чёрная смерть.
Пизано в свою очередь сменил архитектор Франческо Таленти, который построил верхние три уровня с большими окнами и завершил колокольню в 1359 году. При нём она была облицована тремя типами мрамора: белый мрамор был привезён из Каррары, красный — из Монсуммано-Терме и Сиены, а зелёный — из Прато. Таленти не стал ставить шпиль на её вершине, что было в планах Джотто: из-за этого проектная высота башни была снижена с 122 метров до 84,7 метров. С вершины башни открывается захватывающая панорама Флоренции и окружающих её холмов. Чтобы подняться на колокольню, нужно преодолеть 414 ступеней.

## Описание
Основание башни украшено барельефами ведущих скульпторов Ренессанса: во втором ярусе — панно Джотто, в третьем — 16 статуй, многие из которых принадлежат Донателло (оригиналы сегодня перемещены в Музей собора и заменены копиями).

## В культуре
Анонимный автор древнерусского «Хождения на Флорентийский собор», находившийся во Флоренции в 1438 году в составе русской церковной делегации, писал о соборе и колокольне:
И есть во градѣ том божница устроена велика, камень моръморъ бѣлъ, да чернъ; и у божницы тое устроен столпъ и колоколница, тако же бѣлы камень моръморъ, а хитрости ея недоумѣетъ умъ наш; и ходихом в столпъ той по лѣствицѣ и сочтохом степеней 400 и 50.
Колокольня, наряду с другими зданиями в этом районе, появляется в компьютерной игре Assassin's Creed II как часть локации города Флоренции. Действия игры развиваются с 1476 по 1498 годы. Игрок может забраться на колокольню, которая, как кажется, преувеличена в высоте, и осмотреть весь город. Кампанила также доступна в одном из воспоминаний в игре Assassin's Creed: Brotherhood.
Также колокольня упоминается в романе Дэна Брауна «Инферно».